# Julio Calcagno
Julio Calcagno (* 20. März 1937 in Montevideo, Uruguay; † 22. April 2024) war ein uruguayischer Schauspieler.

## Leben
Zunächst war Calcagno nach Abschluss seiner von 1956 bis 1960 währenden Ausbildung an der Escuela Municipal de Arte Dramático (EMAD) an der Comedia Nacional als Schauspieler tätig. Dort wirkte er beispielsweise in Stücken der Regisseure Antonio Larreta, Rubén Yáñez und Margarita Xirgu mit. Auch spielte er in diversen unabhängigen Theatergruppen. Hier war er im Teatro Circular, dem Teatro Libro und dem Teatro del Pueblo zu sehen. In jener Zeit arbeitete er unter anderem mit Juan José Brenta, Mario Morgan, Rubén Castillo und Omar Grasso. Nachdem er sein erstes Engagement an der Comedia Nacional beendet hatte, spielte er bis zu seiner Rückkehr in das Ensemble der Comedia Nacional im Jahre 1994 an diversen anderen Theatern.
Während er am Theater Rollen in Stücken von Lope de Vega, Ricardo Talesnik, Justino Zabala Muniz, Dario Fo, Ibsen, Peter Weiss oder Carlo Goldoni verkörperte, war er auch auf der Leinwand und im Fernsehen zu sehen. Bereits 1980 wirkte er im Super-8-Film Al mediodía mit, einem Werk von Absolventen der Schule der Cinemateca Uruguaya. Auch agierte er 1996 unter Regisseurin Christine Laurent in dem Film Transatlantique und hatte 2003 in Guillermo Casanovas Werk El viaje hacia el mar eine Hauptrolle. Auf den Sendern Canal 4, Canal 5 und Canal 10 war er Darsteller in diversen Telenovelas.
Calcagno nahm überdies die beiden Platten Los caballos perdidos und Me gustan los estudiantes auf und gehörte dem Hörspiel-Ensemble des SODRE an.
Julio Calcagno starb am 22. April 2024 im Alter von 87 Jahren.

## Auszeichnungen
Den Premio Florencio gewann Calcagno 1981 für seine Rolle in La empresa perdona un momento de locura in der Kategorie des besten Schauspielers. Einige weitere Male gehörte er zu den vorgeschlagenen drei Kandidaten für diese Auszeichnung. Für sein Mitwirken in Compañeros de clase, einem Video Héctor Manuel Vidals und Rodríguez Castros aus dem Jahre 1988 wurde er zudem zum besten Schauspieler beim VII. Nationalen Wettbewerb des SODRE gewählt.

## Filmografie (Auswahl)
- 1996: Transatlantique, Regie: Christine Laurent
- 2003: El viaje hacia el mar, Regie: Guillermo Casanova